# Lambunao
Lambunao è una municipalità di seconda classe delle Filippine, situata nella Provincia di Iloilo, nella Regione del Visayas Occidentale.
Lambunao è formata da 73 baranggay:
- Agsirab
- Agtuman
- Alugmawa
- Badiangan
- Bogongbong
- Balagiao
- Banban
- Bansag
- Bayuco
- Binaba-an Armada
- Binaba-an Labayno
- Binaba-an Limoso
- Binaba-an Portigo
- Binaba-an Tirador
- Bonbon
- Bontoc
- Buri
- Burirao
- Buwang
- Cabatangan
- Cabugao
- Cabunlawan
- Caguisanan
- Caloy-Ahan
- Caninguan

- Capangyan
- Cayan Este
- Cayan Oeste
- Corot-on
- Coto
- Cubay
- Cunarum
- Daanbanwa
- Gines
- Hipgos
- Jayubo
- Jorog
- Lanot Grande
- Lanot Pequeño
- Legayada
- Lumanay
- Madarag
- Magbato
- Maite Grande
- Maite Pequeño
- Malag-it
- Manaulan
- Maribong
- Marong

- Misi
- Natividad
- Pajo
- Pandan
- Panuran
- Pasig
- Patag
- Poblacion Ilawod
- Poblacion Ilaya
- Poong
- Pughanan
- Pungsod
- Quiling
- Sagcup
- San Gregorio
- Sibacungan
- Sibaguan
- Simsiman
- Supoc
- Tampucao
- Tranghawan
- Tubungan
- Tuburan
- Walang